# Kraiburg am Inn
Kraiburg am Inn (amtlich Kraiburg a.Inn, bairisch Groabuag) ist ein Markt im oberbayerischen Landkreis Mühldorf am Inn.

## Geografie

### Geografische Lage
Kraiburg am Inn liegt in der Region Südostoberbayern im Alpenvorland an der südlichen Seite des Inns rund 23 km nordöstlich von Wasserburg, 22 km nordwestlich von Trostberg, 73 km östlich der Landeshauptstadt München und 14 km von der Kreisstadt Mühldorf entfernt. Die nächstgelegene, von der Südostbayernbahn betriebene Bahnstation an der Strecke Mühldorf–Rosenheim befindet sich im Nachbarort Waldkraiburg.

### Gemeindegliederung
Es gibt 54 Gemeindeteile:
- Almeding
- Auersdorf
- Bach
- Bäckerlehen
- Berg
- Brand
- Brandach
- Brandmühle
- Ensdorf
- Ensfelden
- Esling
- Fisslkling
- Frauendorf
- Gallenbach
- Gangall
- Gänsberg
- Gassen
- Georgenberg
- Gerlasing
- Grünberg
- Gschwendt
- Gundelprechting
- Guttenburg
- Haidberg
- Haimstauden
- Heisting
- Hochreit
- Kindlthal
- Kolbing
- Kraiburg am Inn
- Lacken
- Lindach
- Lohen
- Malseneck
- Mauerschwang
- Maximilian
- Mitterpleining
- Reith
- Rudlfing
- Schaching
- Schmieding
- Schnaudenberg
- Schützenau
- Straß
- Trospeding
- Wegen
- Westerberg
- Wieslreit
- Wimpasing
- Winklham
- Wolfswinkl
- Wuhrmühle
- Wunderskirchen
- Zaunlehen

Es gibt die Gemarkungen Guttenburg, Kraiburg a.Inn und Maximilian.

### Nachbargemeinden
- Waldkraiburg
- Polling
- Oberneukirchen
- Taufkirchen
- Jettenbach

## Geschichte

### Antike
Zwischen Kraiburg und dem Ortsteil Ensdorf etwa 600 Meter vom Inn entfernt lässt sich archäologisch eine etwa drei Hektar große römische Siedlung nachweisen, die aufgrund der gefundenen Fibeln zwischen der Mitte des 1. Jahrhunderts und dem Anfang des 3. Jahrhunderts datiert werden kann. Der Ort lag damals nicht nur an der Grenze zwischen den römischen Provinzen Noricum und Rätien, sondern auch am Übergang zwischen dem gallischen und dem illyrischen Zollbezirk. Daher handelte es sich laut dem Archäologen Martin Pietsch vermutlich um eine römische Zollstation, an der Binnenzölle von 2,5 Prozent in beide Richtungen erhoben wurden. Für denkbar hält er auch einen Warenumschlagplatz mit Hafen und Pferdewechselstation. 1994 wurde bei archäologischen Ausgrabungen ein farbiges Mosaik gefunden, das vermutlich Anfang des 3. Jahrhunderts in Iuvavum (heute Salzburg) angefertigt wurde.

### Mittelalter und Frühe Neuzeit

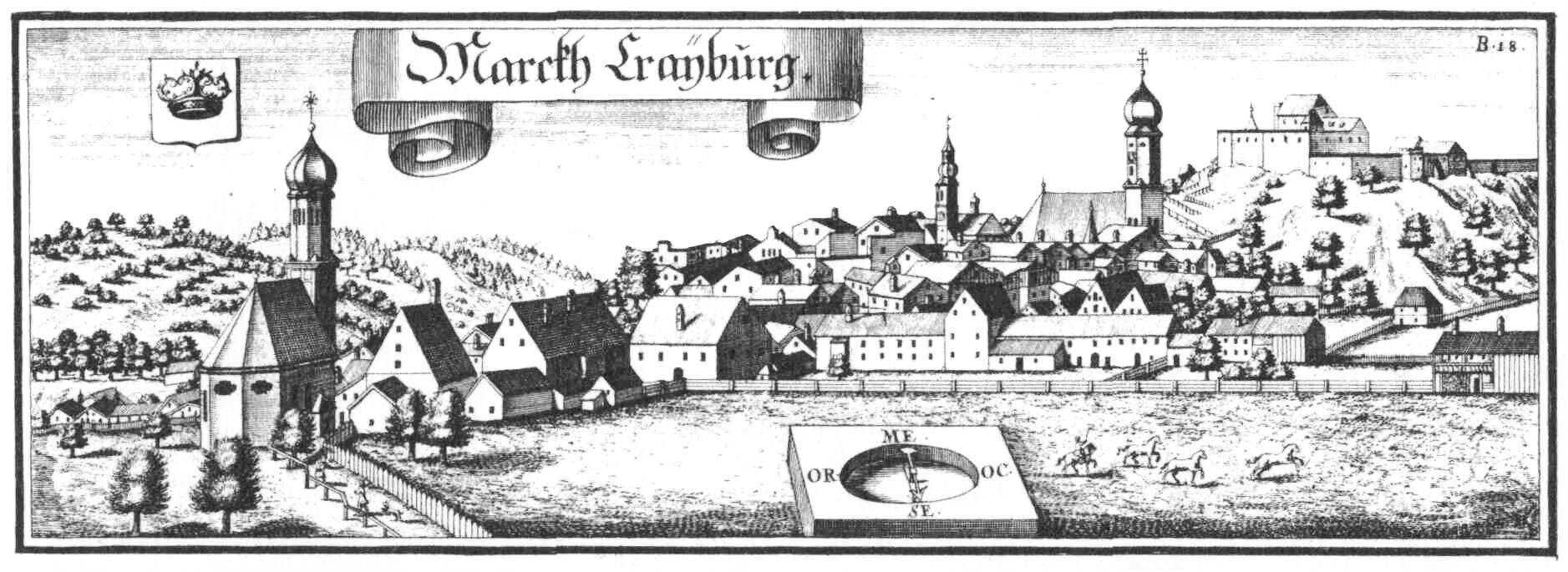
Markt Kraiburg nach einem Stich von Michael Wening von 1721

Die Ersterwähnung des Ortes erfolgte 772, als der Priester Sigiperht sein Vermögen in Chreidorf der Kirche zu Freising vermachte, wobei es sich um den heutigen Kraiburger Ortsteil Maximilian handeln dürfte.
Von 1100 beginnend bis 1256 war die Burg Kraiburg auf dem Schlossberg Sitz der Grafen von Kraiburg, der erste Graf und Gründer der Grafschaft Kraiburg war Engelbert II. aus dem Hause der Spanheimer. Den Spanheimern folgte die kurze Herrschaft des Grafen Hartmann von Werdenberg-Sargans in den Jahren 1256 bis 1259. Im Jahr 1259 kam Kraiburg an den Wittelsbacher Herzog Heinrich XIII. von Niederbayern.
Im Jahre 1385 wurde Kraiburg das Marktrecht verliehen. Der Markt Kraiburg am Inn war vor 1800 Pflegamt und gehörte zum Rentamt Burghausen des Kurfürstentums Bayern. Kraiburg besaß ein Marktgericht mit magistratischen Eigenrechten, die zwischen 1804 und 1806 im Zuge der Reformen des Grafen von Montgelas aufgehoben wurden.

### Chronologie des Marktes bis 1806
- 1385 Verleihung der Marktrechte
- 1412 Geburt des späteren Bischof Bernhard von Kraiburg – Sohn von Friedrich Kramer
- 1450 Bau der Kirche St. Maximilian
- 1484 Bau der Vorgängerkirche der heutigen Marktkirche – 4 Turmgeschosse noch heute vorhanden
- 1548 Brand
- 1552 Errichtung des Bruderhauses
- 1557 erste Verwendung des Kronenwappens
- 1567 Langgasse erhält Pflaster
- 1571 und 1582 Brand, Straßen wurden mit Brandschutt aufgeschüttet, was man an dem niedrigen Fußbodenniveau an Häusern am Marktplatz erkennen kann. Beim Wiederaufbau bekamen alle neuen Räume Gewölbedecken, um Häuser feuersicherer zu machen.
- 1584 Erweiterung des Marktbrunnens zur Brandbekämpfung, Marienstatue aus Holz, Ansicht Gemälde am Benefiziantenhaus von 1584
- 1590 Inschrift Wandinger Tor; viele der Häuser erhalten, um der wachsenden Bewohnerzahl zu begegnen, ein zweites Stockwerk
- 1593 Salztransport von 20.000 Pferden
- 1605 Beginn des Baus des Benefiziantenhauses (1608 Inschrift Baustein)
- 1612 Wolkenbruch mit verheerendem Hochwasser
- 1614 Bau der Aukapelle
- 1620 Umbau des Rathauses mit Uhr und Glockenturm, sowie einem 7-säuligem Bogengang, der Markthalle, später Veranstaltungsräumen und einer Schule
- 1641 Hochwasser
- 1649 Bau des Gefängnisses am Nußbichl
- 1650 Fertigstellung der gesamten Marktplatzseite (Bischof-Bernhard-Haus und Pfarrhof)
- 1652 Erweiterung des Marktbrunnens auf 4 Röhren zum Schutz vor weiteren Bränden
- 1669 Bewilligung von 4 Hauptmärkten (Chr. Himmelfahrt, Magdalena, Egidi und Martini); Erhebung eines Pflasterzolls
- 1706 Nachweislich befand sich eine Weinschenke im Bischof-Bernhard-Haus
- 1721 Stich Marckh Crayburg von Michael Wening
- 1730 Barockisierung der Aukapelle
- 1735 Altarbild in der Aukapelle von Nikolaus Miller
- 1740 Bau des Lerchenfeld-Palais, der späteren Marktapotheke am Marktplatz; Bau der Hauszeilen in der Langgasse
- 1741 war die Burg endgültig verlassen und begann zu verfallen
- 1741 Geburt Martin Anton Seltenhorns (Maler)
- 1741 Hochwasser im Grieß durch Wildbach
- ab 1754 war der Sitz des vereinigten Gerichtes Kraiburg und Mörmosen im Lerchenfeld Palais
- 1756 Burggebäude und der Hofbau wurden auf Erbrecht verkauft
- 1757 Abriss der Burg, Quader wurden zum Bau der Häuser am Marktplatz verwendet
- 1758 Fißlkling Kapelle wird neu gebaut
- 1767 Bau des Bruckmühlweg 1
- 1767 Johann Caldera versorgt noch 18 Schlösser, 37 Klöster, 42 Pfarrhöfe und 68 Wirte mit Wein aus Italien und Österreich
- 1780 Regierung von Burghausen gewährt weitere Märkte
- 1796 Letztes Todesurteil in Kraiburg (Hinrichtung des Hüterssohn von Pettenham)
- 1781 Renovierung des Marktbrunnens mit einer Muttergottes aus Gusseisen
- 1798 Bau der Schusterschleif
- 1800 stehen noch bedeutende Teile der Burg
- 1802 Bau des Salzstadls in der Bahnhofstraße (Anfang 19. Jh.)[5]

### 19. bis 21. Jahrhundert
Im Zuge der Verwaltungsreformen in Bayern entstand mit dem Gemeindeedikt von 1818 die heutige Gemeinde unter Wiederherstellung der gemeindlichen Selbstverwaltung Kraiburgs.
Kraiburg erhielt am 1. Mai 1876 mit der Eröffnung der Bahnstrecke Rosenheim–Mühldorf einen eigenen Bahnhof. Dieser wurde jedoch, wie die Bahnstrecke selbst, auf der aus Kraiburger Sicht gegenüberliegenden, nördlichen Seite des Inns errichtet und befindet sich damit rund drei Kilometer vom Ort entfernt. Im Zweiten Weltkrieg wurde im Bereich des Bahnhofs ein Rüstungsbetrieb, das „Werk Kraiburg“ gegründet und bis 1945 größtenteils durch Zwangsarbeiter betrieben. Ab 1946 entstand auf dem weitläufigen, nun verlassenen Gelände der Ort Waldkraiburg. Der frühere Kraiburger Bahnhof wurde entsprechend umbenannt. Am 1. April 1950 entstand aus dieser Industriesiedlung eine selbständige Gemeinde, die heutige Stadt Waldkraiburg.
Vom 19. Juli 1981 bis 6. August 1985 war bei mehreren Hochwassern der niedrig liegende Teil des Ortsgebietes betroffen. 1997 wurde deshalb gemeinsam mit der Stadt Waldkraiburg ein auf beiden Seiten des Inns liegender Hochwasserdamm fertiggestellt. Wie nötig er war, zeigte zuletzt das Augusthochwasser 2005, bei dem er seine erste Bewährungsprobe bestand.

### Chronologie des Marktes ab 1818
- 1821 Bau des Unterbräus (im Kern älter)
- 1825 kauft Bauer Jakob Sachs den Schloßberg
- 1826 Großer Saal im Rathaus wird zum Schulraum umgestaltet
- 1831 Markt-Magistrats-Beschluss: es werden Feuerspritzen angeschafft
- 1832 Schiffsunglück auf dem Inn
- 1835 Lerchenfeld Palais wird zur Apotheke
- 1838 Bau der Schloßbergkapelle
- 1843 Bau des Stolz Bräus in der Langgasse
- 1843 Bauplan des Marktplatzes mit beantragtem Neubau von Alois Hardt (heute Hardt-Hotel)
- 1847 Bau des Friedhofs
- 1848 hat der Kraiburger Pferdemarkt noch 1.400 Pferde
- 1852 Errichtung der Postexpedition im Unterbräu
- 1853 Ofensetzer Georg Sinzinger nutzt Keller im Rathaus als Laden
- 1856 Pferdemarkt hat noch 1.100 Pferde
- 1862 Fißlkling wird renoviert
- 1868 Hausinschrift Alois und Theresia Scher – Gasthaus in der Langgasse
- 1869 Johann Nepomuk Hardt ist Bürgermeister
- 1870 Pflanzung der Eiche in der Guttenburgerstr. zur Feier der Wiedereingliederung Elsaß-Lothringen
- 1871 Brand im Unterbräu (damals Brauhaus Stumbeck)
- 1873 erfolgt urkundliche Teilung des Eigelsperger Hauses hinter der Marktkirche
- 1875 Bau Hardthaus
- 1876 Eröffnung der Bahnstrecke Rosenheim–Mühldorf
- 1880 Fotografie des ersten Rathauses; Anbau an Marktkirche mit Uhr und Uhrturm
- 1883 Johann Sperl malt „Der Apothekergarten von Kraiburg“ (hängt heute in der Lenbachgalerie)
- 1887 Renovierung der Marktapotheke vorm. Lerchenfeld Palais mit einer Neurenaissance Fassade
- 1887 Renovierung Marktbrunnen
- 1889 Abbruch des alten Rathauses und der Marktkirche; Rathaus zieht in Haus hinter der Kirche um
- 1892 Fertigstellung der neuen Marktkirche St. Bartholomäus
- 1893 Einweihung der neuen Marktkirche
- 1894 Markt kauft Haus von Brauer Stumbeck – es entsteht das Kraiburger Krankenhaus
- 1896 Georgi-Fest
- 1898 Anfertigung zweier Holzstiche von Kraiburg; Anbringen des Kreuzes am Schloßberg
- 1900 Bau der Bahnhofstraße
- 1901 Alois Hardt wird Bürgermeister
- 1905 Bau der Mädchenschule
- 1908 Pferdemarkt noch 500 Pferde
- 1913 Johann Gillitzer wird Bürgermeister
- 1914 Fronleichnams-Hochwasser
- 1919 Hubertus Wimmer wird Bürgermeister; Beginn Bau des Innkanals
- 1924 Eröffnung des Kraiburger Krankenhauses
- 1932 Martin Wiesner wird Bürgermeister
- 1935 Bezug des Rathauses unter Bürgermeister Johann Nennhuber
- 1936 Bau des zweiten Kraiburger Freibades am Bruckhäusln
- 1938 Bau der letzten Plätte in Kraiburg
- 1940 Hochwasser
- 1944 Bombardierungen durch die Alliierten
- 1945 Ende des 2. Weltkriegs: Christian Drechsel wird Bürgermeister
- 1946 Hochwasser: Innbrücke wird zerstört
- 1947 Heimatmuseum unter Denkmalschutz
- 1948 Johann Brandl wird Bürgermeister
- 1952 Erweiterung des Kraiburger Krankenhauses
- 1966 Pfarrer Hamberger kommt nach Kraiburg
- 1967 Renovierung Marktkirche
- 1968 Abbruch Heimatmuseum; Umzug in ehem. Mädchenschule
- 1970 Bau der neuen Schule an der Innstraße; Pflasterung des Marktplatzes, Renovierung Marktbrunnen, Anliegerhäuser am Marktplatz erhalten neue Gehsteige
- 1972 Emil Storfinger wird Bürgermeister
- 1977 Bischof Bernhard Festspiel – 500. Todestag
- 1978 Johann Kifinger wird Bürgermeister
- 1979 Eröffnung des Bischof-Bernhard Hauses nach umfangreichen Umbauten und Renovierungen
- 1981 Alois Schlagmann wird Bürgermeister
- 1982 Kraiburger Krankenhaus wird zum Alten- und Pflegeheim umfunktioniert
- 1984 Gründung der Kraiburger Blaskapelle
- 1985 Hochwasser mit großen Schäden
- 1997 Fertigstellung des Hochwasserdamms
- 2002 Michael Loher wird Bürgermeister
- 2005 Hochwasser
- 2012 Herbert Heiml wird Bürgermeister
- 2015 Dreharbeiten zum Film 'Burg Schreckenstein'
- 2017 Dreharbeiten zum Film 'Burg Schreckenstein 2 – Küssen (nicht) verboten'
- 2020 Petra Jackl wird Bürgermeisterin[5]

### Eingemeindungen
Am 1. Februar 1935 wurde die Gemeinde Maximilian (vormals Niederkraiburg) nach Kraiburg eingemeindet. Am 1. Januar 1972 wurde im Zuge der Gebietsreform die Gemeinde Guttenburg eingegliedert.

### Einwohnerentwicklung
Zwischen 1988 und 2018 wuchs der Markt von 2889 auf 3999 um 1110 Einwohner bzw. um 38,4 %.
| Jahr      | 1961 | 1970 | 1987 | 1991 | 1995 | 2000 | 2005 | 2010 | 2015 | 2022 |
| Einwohner | 2988 | 2735 | 2876 | 3243 | 3964 | 4020 | 4097 | 4004 | 4037 | 4066 |

## Politik

### Gemeinderat
Nach den Wahlen zum Gemeinderat seit 2014 setzte sich der Gemeinderat wie folgt zusammen:
| Partei     | CSU | SPD | Grüne | UWG | Gesamt |
| ---------- | --- | --- | ----- | --- | ------ |
| Sitze 2020 | 7   | 2   | 2     | 5   | 16     |
| Sitze 2014 | 8   | 2   | 1     | 5   | 16     |

### Bürgermeisterin
Petra Jackl (CSU) ist seit dem 1. Mai 2020 amtierende Erste Bürgermeisterin der Marktgemeinde. Sie konnte die Stichwahl am 29. März 2020 mit 56,1 % der Stimmen für sich entscheiden, während ihre Konkurrentin Anette Lehmann (UWG) 43,9 % der Stimmen erhielt. Die Stichwahl war notwendig, nachdem keiner der Kandidaten in der Wahl vom 15. März 2020 die erforderliche absolute Mehrheit erreichte. Petra Jackl erhielt dort 43,0 % der Stimmen, auf Anette Lehmann (UWG) entfielen 34,5 % der Stimmen und Werner Schreiber (SPD) erhielt 22,4 % der Stimmen.
Ehemalige Bürgermeister:
| - Herbert Heiml (CSU, 2012–2020) - Michael Loher (UWG, 2002–2012) - Alois Schlagmann (CSU, 1981–2002) - Johann Kifinger (1978–1981) - Emil Storfinger (1972–1978)– - Johann Brandl (1948–1972) - Christian Drechsel (1945–1948) | - Johann Nennhuber (1935–1945) - Martin Wesner (1932–1935) - Hubertus Wimmer (1919–1932) - Johann Gillitzer (1913–1919) - Alois Hardt (1901–1913) - Anton Schenkl (bis 1901) |

### Gemeindefinanzen
Gemeindefinanzen:
- Im Jahr 2017 hatte die Gemeinde Steuereinnahmen von 3497 T€, davon waren 724 T€ Gewerbesteuereinnahmen (netto).
- Die Verschuldung je Einwohner lag Ende 2018 bei 784,00 €.

### Wappen
| Wappen Markt Kraiburg am Inn | Blasonierung: „In Blau eine goldene Krone.“ |
| Wappen Markt Kraiburg am Inn | Wappenbegründung: Die goldene Krone im Wappen geht auf eine Fehldeutung des Ortsnamens als Kronburg im 16. Jahrhundert zurück. Die Krone findet sich erstmals im Siegel von 1557. Seit 1562 ist das Kronenwappen in Wappensammlungen enthalten. Das älteste Siegel des Marktes, das schon 1493 urkundlich genannt wird und in Abdruck von 1514 überliefert ist, zeigte dagegen das so genannte Gonfanon, die dreilatzige Sturmfahne oder Kirchenfahne. Dieses Symbol erinnerte an die kurze Ortsherrschaft des Grafen Hartmann von Werdenberg-Sargans in den Jahren 1256 bis 1259, dessen Familie die Tübinger Fahne im Schild führte (Grafen von der Fahne). Zuvor war Kraiburg im Besitz der Grafen von Ortenburg-Kraiburg, 1259 erwarb Herzog Heinrich von Niederbayern den Ort. Unter den wittelsbachischen Herzögen wurde Kraiburg 1385 zum Markt erhoben. Im 16. Jahrhundert war die Bedeutung des heraldischen Symbols auf dem Siegel nicht mehr bekannt. Man hielt die Fahne für einen Kamm, der dann in eine Krone umgedeutet wurde. Wappenführung seit 15. Jahrhundert. Das Wappen ist im Siegel überliefert; Siegelführung seit 1493 belegt. |

## Kultur und Sehenswürdigkeiten

### Sehenswürdigkeiten

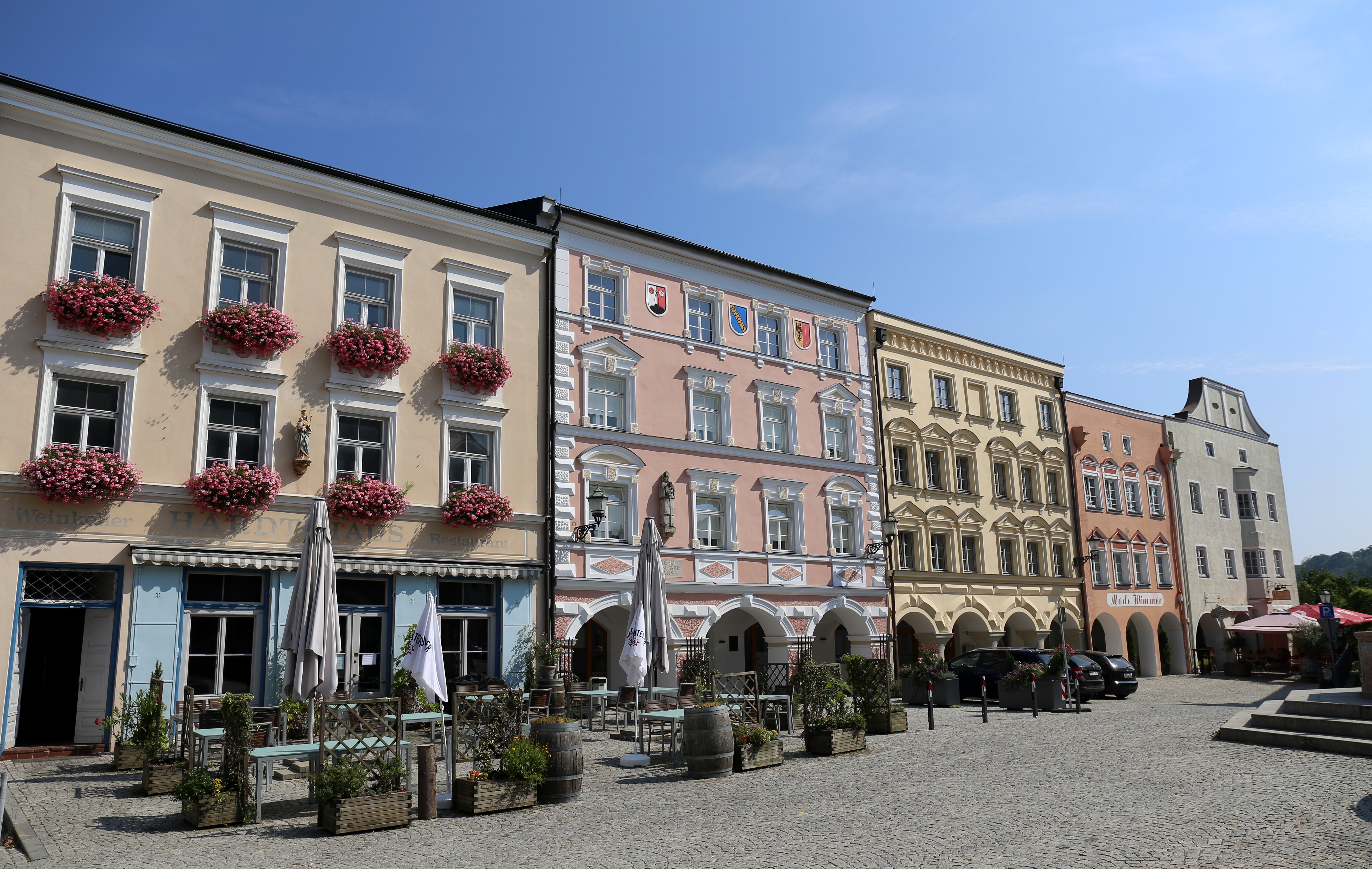
Marktplatz

- Schlossberg der ehemaligen Burg Kraiburg mit Kapelle und Aussicht in das Inntal
- Marktplatz mit im Inn-Salzach-Stil erbauten Häusern
- Schuster-Schleif – Schleiferei mit einer Fassturbine

Die „Schuster-Schleif“ war einst eine Messer- und Werkzeugschleiferei, heute ist diese ein Industriedenkmal. Die Besonderheit dieser Schleiferei ist der Antrieb durch eine Fassturbine, in ganz Deutschland gibt es nur noch zwei dieser Art. Über Bänder und Wellen wird die Energie dieser Turbine übertragen und treibt dann Schleifsteine, Bohrmaschinen und eine Drehbank an.
- Hammerschmiede Maximilian
- Filialkirche St. Maximilian im Ortsteil Maximilian
- Filialkirche St. Aegidius im Ortsteil Kolbing mit Ursprung im 12. Jh.
- Historisches Haider-Haus am Marktplatz
- Pfarrkirche St. Bartholomäus am Marktplatz
- Schloss Guttenburg

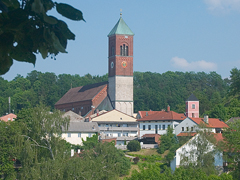
Marktpfarrkirche St. Bartholomäus Kraiburg
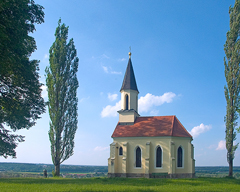
Schlossbergkapelle
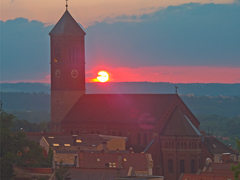
Marktpfarrkirche St. Bartholomäus Kraiburg
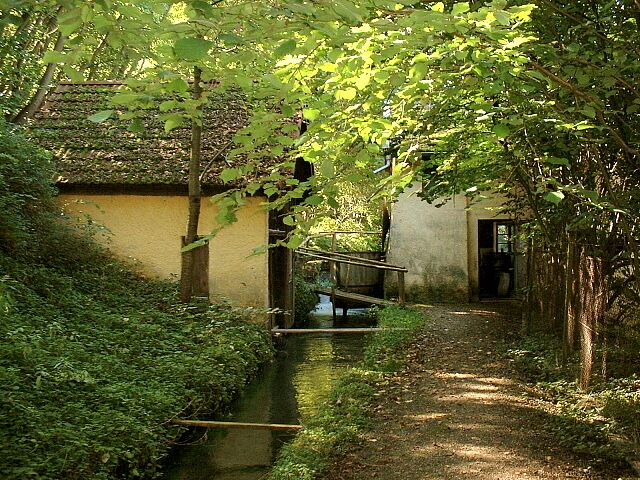
Alte Schuster Schleiferei
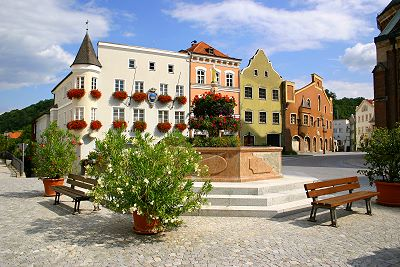
Blick auf den Kraiburger Marktbrunnen
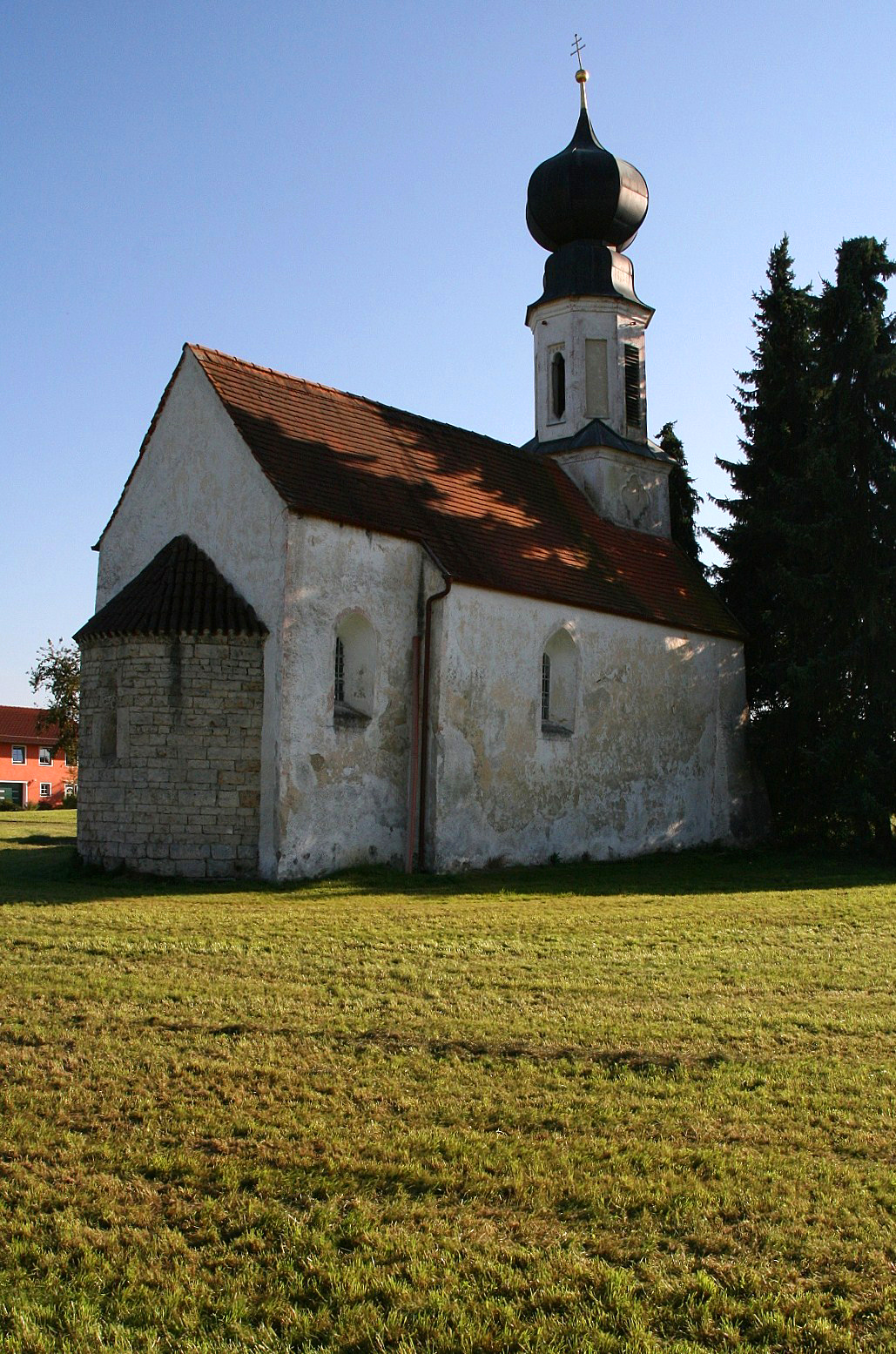
St. Aegidius in Kolbing

### Museum
- Heimatmuseum in den historischen Salzstadeln
- Das Römermuseum schloss 2014. Teile der dortigen Ausstellung befinden sich jetzt im Heimatmuseum.

### Gedenkstätte
Auf dem Friedhof erinnert eine Grabanlage mit Gedenkstein an 242 KZ-Häftlinge aus dem Außenlager Mettenheim des KZ Dachau, die während des Zweiten Weltkrieges Opfer von Zwangsarbeit in der Rüstungsproduktion wurden.

## Wirtschaft und Infrastruktur

### Wirtschaft
Es gab 2017 636 sozialversicherungspflichtig Beschäftigte am Arbeitsort. Davon waren im Bereich der Land- und Forstwirtschaft keine, im produzierenden Gewerbe 176 und im Bereich Handel, Verkehr, Gastgewerbe 101 sozialversicherungspflichtig Beschäftigte. In sonstigen Wirtschaftsbereichen waren am Arbeitsort 75 Personen sozialversicherungspflichtig beschäftigt. Sozialversicherungspflichtig Beschäftigte am Wohnort gab es insgesamt 1644. Im verarbeitenden Gewerbe sowie im Bauhauptgewerbe gab es keine Betriebe.
Im Jahr 2016 bestanden zudem 52 landwirtschaftliche Betriebe mit einer landwirtschaftlich genutzten Fläche von 1352 ha. Davon waren 957 ha Ackerfläche.

### Bildung
Es gibt folgende Einrichtungen (Stand: 2018):
- zwei Kindergärten: 164 Kindergartenplätze mit 130 Kindern
- eine Grundschule: mit acht Lehrern und 146 Schülern

### Drehort
Kraiburg und der Kraiburger Marktplatz dienten bereits mehrfach als beliebter Drehort verschiedener Filmproduktionen:
- Am grünen Strand der Spree (1959)
- Flucht ohne Ausweg (1966)
- Madame Bovary (1967)
- Ferdy und Ferdinand (1971)
- Billig tanken in Tibet (2003)
- Toni Goldwascher (2007)
- Was weg is, is weg (2012)
- Burg Schreckenstein (2016)
- Die Rettung der uns bekannten Welt (2021)

## Persönlichkeiten

### Söhne und Töchter des Marktes
- Bernhard von Kraiburg (1412–1477), katholischer Geistlicher und literarischer Humanist
- Wolfgang Hunger (1511–1555), Rechtswissenschaftler, Hochschullehrer und Kanzler in Freising, geboren in Kolbing
- Ludwig Forster (1868–1937), Politiker (ZENTRUM)
- Stefan Höpfinger (1925–2004), Politiker (CSU)
- Willy Mitterhuber (1927–2004), Lyriker
- Annemarie Köllerer (* 1944), Autorin
- Ina Meling (* 1981), Film- und Theaterschauspielerin

### Persönlichkeiten, die mit dem Markt in Verbindung stehen
- Martin Anton Seltenhorn (1741–1809), Kirchenmaler